# Blue System
Blue System fue una banda pop alemana fundada por Dieter Bohlen, tras la primera disolución del dúo de pop electrónico Modern Talking, en 1987.
Inicialmente el proyecto sirvió para relajar a Bohlen de la presión de hacer solo hits número 1 con Modern Talking. Bohlen probaba de esa manera nuevos estilos y música, continuando siempre con la colaboración de Luis Rodríguez y sus desconocidos coristas de estudio entre los cuales se encontraban Rolf Köhler, Detlef Wiedeke y Michael Scholz (posteriormente llamados Systems In Blue). En un principio quienes dieron la cara a la banda serían los jóvenes atractivos Joachim Vogel (guitarra), Jeanne Dupuy (corista) y Frank Otto (percusión), pero ellos solo eran modelos y no tenían realmente ninguna función dentro de la banda. A través de los años, la banda sufriría repentinos cambios de integrantes pero el líder del grupo, Dieter Bohlen se mantuvo sin cambios. 
Algunos de los sencillos de la banda, tales como "Déjà vu" y "Magic Symphony", fueron muy populares y entraron a los German dance charts. El grupo grabó muchos videoclips (23) de sus canciones, los que fueron mostrados en los principales canales de televisión alemanes.
Blue System también dio muchos conciertos tanto fuera como dentro de Alemania (en Rusia, principalmente).
Dieter Bohlen fue el responsable principal del proyecto. Luis Rodríguez y Ralf Stemmann fueron los coproductores. Por su parte Rolf Kohler, Detlef Wiedeke y Michael Scholz (Systems In Blue) cooperaron en los arreglos musicales y el coro, siendo Rolf Köhler la segunda voz de Blue System, caracterizando con esto el sonido de la mayoría de temas de esta banda. Cabe destacar la cooperación de coristas femeninas para varios álbumes y sencillos, diferenciándose totalmente de las producciones anteriormente conocidas en su primer grupo.

## Historia de la banda

### Formación y primer álbum (1987)
Antes de que Modern Talking se separara, Dieter Bohlen ya estaba involucrado en la creación de un proyecto musical que fuera completamente distinto al que hacía con su compañero Thomas. Las razones que lo empujó a esto era la presión de la disquera por hacer hits número 1 con Modern Talking y porque ya no soportaba la actitud entrometida de la esposa de Thomas Anders, Nora. Pero aún tenía que cumplir con su contrato de grabar 2 álbumes más para Modern Talking. 
Mientras tanto empezó a trabajar en este nuevo proyecto. La disquera Hanza confió y aceptó la nueva propuesta de Bohlen para el lanzamiento de un sencillo. Dieter tenía que poner la cara de la banda y ser la voz principal, pero debido a que su voz no era buena para cantar, necesariamente tuvo que ser apoyado por cantantes de sesión en los coros. Rolf Kohler, Detlef Wiedeke y Michael Scholz (Systems In Blue) fue el equipo que aceptó dar apoyo en los coros. En especial Rolf Kohler que tenía el papel de ser la segunda voz de la banda. Luis Rodríguez y Ralf Stemmann fueron los encargados en la coproducción de los nuevos temas.
Por último, Dieter reclutó a otros miembros más jóvenes y atractivos y serían quienes darían la imagen a la banda en los posteriores shows de TV. Estos fueron Joachim Vogel en la guitarra rítmica, Frank Otto en la batería y a Jeanne Dupuy como segunda voz. Su único rol de los 3 fue sólo lucir bien delante de cámaras.
El nombre de la nueva banda fue escogido al azar al igual que Modern Talking. Dieter utilizó el nombre de su jeans "Blue System"
Antes de la separación de Modern Talking, se lanzó el primer sencillo "Sorry Little Sarah, y fue presentada por televisión el 1 de octubre de 1987. Esta canción no se parecía a otras canciones anteriores de Dieter debido a su ritmo de samba. Inicialmente, había sido pensada para Modern Talking, pero debido al cierre de sus actividades cambió estos planes.
No fue un éxito como las canciones de Modern Talking sin embargo entró al top 20 de Alemania llegándose a convertir en un tema muy popular, sobre todo entre los fanáticos del sonido de Modern Talking. Un mes después se lanzó el primer álbum de estudio Walking on a Rainbow (1987). Los fanes aceptaron a Blue System y Dieter alcanzó su propósito. Su futuro después de Modern Talking estaba asegurado.

### Finales de los 80's
A principios de 1988, Dieter se mudó a Ohlstedt, cerca de Hamburgo. Allí construyó su propio estudio de 40 metros cuadrados. Este ejemplo muestra que a Bohlen le encantaba trabajar solo antes de mostrar la canción terminada al público. Con la ayuda de sintetizadores, secuenciadores y cajas de ritmos, hizo casi productos terminados. Dado que el resultado no cumplió con sus estándares, terminó las canciones en otro estudio, donde había más posibilidades.
En marzo de 1988, se lanzó el segundo sencillo de Blue System, titulado "My Bed Is Too Big". que  llegó al décimo lugar de las listas de éxitos alemanas, donde duró casi medio año. Esta canción sigue siendo la tarjeta de presentación más genuina de Blue System, convirtiéndose en la más transmita en la mayoría de las estaciones de radio FM. Se le realizó un videoclip en Death Valley, California. Y el 17 de octubre de ese año, se lanzó el segundo álbum de larga duración titulado "Body Heat" ("Fuego en el cuerpo"). El disco abría con la "juguetona" canción "My Bed Is Too Big". Este disco también contó con los éxitos "Under My Skin", "Love Suite" y la balada "Silent Water". Esta última canción sonó en uno de los episodios de la serie de televisión alemana "Tatort", donde Dieter interpretó un pequeño papel de asesino.
El 26 de marzo de 1988 por primera vez Blue System da un concierto, en el complejo deportivo Alstendorfer (Hamburgo). Todo fue organizado por la estación de radio "Radio Schleswig Holstein" para hacer que Dieter vuelva a su antigua popularidad. Dieter se sintió profundamente conmovido y agradeció al público con estas palabras: "Gracias a todos mis seguidores que se mantuvieron fieles a mí". "Blue System" cantó la canción "Sorry Little Sarah" y una versión acústica de "My Bed Is Too Big".
En octubre, se lanzó el tercer video: "Under My Skin", que se filmó con una audacia increíble para la época, incluyendo escenas sadomasoquistas. La prensa tituló este video como: "La película de terror de Dieter Bohlen" y " La cámara de tortura de Dieter". El canal alemán ZDF encontró el video demasiado obsceno y violento exigiendo así uno nuevo para ser mostrado en "Ronny's Pop Show". El equipo trabajó toda la noche en una nueva versión "limpia". Y, por lo tanto, en el "Ronny's Pop Show" hubo un videoclip diferente al que se emitió en "Formel Eins" en el canal ARD. Gracias en gran parte a este video escandaloso, la canción logró subir al sexto lugar.
A finales de 1988, Frank Otto abandona su puesto como baterista y comenzar a dar apoyo musical a su entonces novia C.C.Catch, después de que ella decidiera ya no trabajar con Dieter Bohlen como productor de sus discos. En su reemplazo entró Michel Rollin quien terminó convirtiéndose en el baterista definitivo de la banda. Por otro lado, Jeanne Dupuy, quien había tenido un fugaz noviazgo con Dieter Bohlen, dejó el grupo cuando rompió su relación con él y decidió continuar su carrera en el negocio del modelaje. No hubo un reemplazo fijo para el papel que desempeñaba, pero si llegaron a tomar su puesto dos chicas conocidas como Sandra y Dony, ellas sólo aparecerían en las giras que haría el grupo. Mientras que en los shows de TV, la imagen de la banda era la de un trío con Rollin y Vogel acompañando a Dieter.
En el otoño de 1989 se lanzó el tercer álbum "Blue System", que se llamó "Twilight" (Crepúsculo), del cual hubo un maravilloso éxito "Magic Symphony". Esta canción se mostró por primera vez en el programa de televisión "Start Ins Gluck". Después de 3 semanas de lanzamiento, "Magic Symhony" llegó al Top 10. La segunda canción de este álbum, "Love me on the rocks", un tema muy dinámico y con mucho peso, también fue un gran éxito. En las giras de Moscú esta canción fue utilizada como telón. En el videoclip se utilizaron escenas de la primera gira que hizo la banda en Rusia, país donde recibió una condecoración de la unión estatal de artistas premiandolo como "Héroe de la Juventud Soviética"
El álbum también presentó el tema "Little Jeannie", una composición basada en las experiencias personales de Dieter y dedicada a la exvocalista de acompañamiento de Blue System, Jeanne Dupuy que una vez interpretó el papel de "Sarah" en el video "Sorry Little, Sarah".
El 28 de octubre de 1989, en el programa "Tag Des Deutschen Schlagers", Dieter recibió el título del productor y compositor alemán más exitoso.

## Discografía

### Álbumes
- 1987 Walking On A Rainbow (Hansa Records)
- 1988 Body Heat (Hansa Records)
- 1989 Twilight
- 1990 Obsession [#18 Austria]
- 1991 Seeds Of Heaven [#12 Austria]
- 1991 Déjà Vu [#73 Alemania]
- 1992 Hello America [#29 Alemania]
- 1993 Backstreet Dreams [#5 Alemania]
- 1994 21st Century [#11 Alemania]
- 1994 X-Ten [#24 Alemania]
- 1995 Forever Blue
- 1996 Body To Body [#29 Alemania]
- 1997 Here I Am [#38 Alemania]

### Compilaciones
- 1997 When you are lonely - The greatest love ballads of Blue System (SR International)
- 2009 40 Jahre ZDF Hitparade (Sony Music)
- 2009 Magic symphonies - The very best of Blue System (Sony Music)
- 2009 The history of Blue System (Sony Music)

### Sencillos
- 1987 Sorry Little Sarah [#14 Alemania, #19 Sudáfrica, #6 España, #10 Austria]
- 1988 Big Boys Don't Cry
- 1988 My Bed Is Too Big [#10 Alemania, #4 Austria]
- 1988 She's A Lady [#14 España]
- 1988 Under My Skin [#6 Alemania, #12 Austria]
- 1988 Silent Water [#13 Alemania, #16 Austria]
- 1989 Love Suite [#14 Alemania]
- 1989 Magic Symphony [#10 Alemania]
- 1989 Love Me On The Rocks
- 1990 48 Hours [#29 Alemania]
- 1990 Love Is Such A Lonely Sword [#16 Alemania, #13 Austria]
- 1990 When Sarah Smiles [#63 Alemania]
- 1990 Magic Symphony [PWL Remix]
- 1991 Lucifer [#25 Alemania, #8 Austria]
- 1991 Testamente D'Amelia [#34 Alemania]
- 1991 Déjà Vu [#12 Alemania, #8 Austria]
- 1991 It's All Over (with Dionne Warwick) [#60 Alemania]
- 1992 Romeo And Juliet [#25 Alemania]
- 1992 I Will Survive [#30 Austria]
- 1993 History [#26 Alemania]
- 1993 Operator [#87 Alemania]
- 1994 6 Years - 6 Nights [#47 Alemania]
- 1994 That's Love
- 1994 Dr. Mabuse
- 1995 Laila [#29 Alemania]
- 1996 Only With You [#58 Alemania]
- 1996 For The Children [#67 Alemania]
- 1996 Body To Body
- 1997 Love Will Drive Me Crazy
- 1997 Anything [#79 Alemania]

## Enlaces
1. ↑  «Blue System- Under My Skin-2 /Special Version/».
2. ↑  «Áèîãðàôèÿ Blue System». www.peoples.ru. Consultado el 19 de enero de 2019.
3. ↑  «moderntalkingpoint - Traducciones». moderntalkingpoint.es.tl. Consultado el 19 de enero de 2019.
4. ↑  «member of blue system».